# Parsanga
Parsanga is een bestuurslaag in het regentschap Sumenep van de provincie Oost-Java, Indonesië. Parsanga telt 4658 inwoners (volkstelling 2010).